# Creatures of the Night Tour
Creatures of the Night Tour
(o anche chiamato 10th Anniversary Tour) è stato un tour del gruppo hard rock statunitense Kiss, intrapreso tra la fine del 1982 e il giugno del 1983 per promuovere l'uscita dell'album Creatures of the Night. È il primo tour intrapreso dal gruppo senza Ace Frehley (sostituito da Vinnie Vincent) nonché l'ultimo in cui il gruppo fa uso del trucco e dei costumi, prima del 1996, anno in cui i Kiss li riutilizzeranno.

## Antefatti
Nel giugno 1982, Frehley disse a Paul Stanley e Gene Simmons che avrebbe lasciato i Kiss, anche se gli avvocati avrebbero impiegato 12 mesi per negoziare la completa partenza del chitarrista. Nel tentativo di prolungare il loro lucroso contratto discografico, Frehley accettò di partecipare a una conferenza stampa, tenutasi il 22 ottobre 1982 e di recarsi in Europa per un tour promozionale a fine novembre. Nel frattempo Stanley disegnò un nuovo personaggio, per sostituire quello di Frehley, ovvero Vinnie Vincent. Indossando il trucco di un "ankh" egiziano, Vincent adottò il nome d'arte Vinnie 'The Wiz' Vincent, che fu "ancora più strano di noi", come si poté leggere nel comunicato stampa del tour. Il lucroso contratto discografico del gruppo con la PolyGram, richiedeva che i Kiss fossero composti dai fondatori Stanley (voce/chitarra ritmica), Simmons (basso/voce) e Frehley. Il comunicato non diceva che Frehley si fosse licenziato, ma affermava invece che Frehley fu troppo ferito, a causa di un recente incidente automobilistico, per prendere parte ad un tour, ma avrebbe potuto apparire sul palco quando possibile. La band utilizzò foto di gruppo contenenti Ace Frehley, per le cartelle stampa del tour ed il materiale pubblicitario durante le prime date; questi furono usati dai promotori per la promozione, quindi molti fan non si resero conto che il chitarrista era stato sostituito, fino a quando non arrivarono nelle sedi. Prima dell'annuncio di Vincent, furono scattate nuove foto e le date successive, mostrarono la band con il nuovo chitarrista solista, negli annunci dello spettacolo.
La partecipazione in Nord America fu spaventosa; anche se la band era tornata al suo caratteristico hard rock, dopo un paio d'anni di musica pop e influenzata dalla disco, pochissime persone si presentarono ai concerti del tour. Ancora peggio fu il fatto che la band non riuscì a suscitare interesse, nonostante questo fosse il loro decimo anniversario ed il loro primo tour negli Stati Uniti, dopo oltre tre anni, una quantità di tempo senza precedenti, per loro, in quell'epoca. Il frontman Paul Stanley ha ricordato uno spettacolo a Lexington, nel Kentucky, dove lanciò un plettro per chitarra che investì l'intero pubblico di 2.500 persone e cadde a terra. L'11 marzo decisero di non fissare date oltre il 3 aprile, anche se accettarono di fare un breve tour in Brasile a giugno. I Kiss suonarono davanti al pubblico più numeroso della loro carriera, allo stadio Maracanã di Rio de Janeiro, in Brasile, con 137.000 persone che andarono a sentirli. Secondo il manager della band, i promotori erano effettivamente interessati a prenotare un concerto dei Kiss in luoghi più piccoli, come grandi discoteche e teatri più contenuti, dove avrebbero avuto più facilità a esaurire gli spettacoli. La band, tuttavia, si rifiutò di suonare qualsiasi cosa tranne arene e grandi teatri.
Durante il loro tour in Nord America, i Kiss furono accolti con accuse, da parte di gruppi religiosi, di promuovere il satanismo attraverso la loro musica e la loro immagine, diverse proteste furono organizzate da tali gruppi, fuori dai luoghi dei concerti; tuttavia, la band negò cortesemente le accuse ed il tour continuò.
Questo tour fu l'unico a presentare esibizioni dal vivo di canzoni come Rock And Roll Hell e Keep Me Comin' dall'LP Creatures Of The Night, anche se entrambi vennero tolti dalla scaletta quasi immediatamente. I Want You tornò nella scaletta, per la prima volta dall'Alive II Tour del 1978. La band suonò la canzone che aprì e chiuse gli spettacoli, ovvero il loro nuovo singolo principale I Love It Loud, ma alla fine dello stesso, questo fu cambiato e solo Simmons l'ha cantò.
I Plasmatics furono il gruppo spalla, nel mezzo del tour, mentre la band heavy metal Mötley Crüe, aprì per i Kiss nelle date finali della tappa nordamericana, dopo che quest'ultimi notarono che la loro fama era in crescita. Molly Hatchet, Night Ranger e Zebra furono anche i gruppi spalla per diversi concerti del tour. Gli Headpins, di Vancouver, aprirono tutti e quattro gli spettacoli in Canada.
Nel programma del tour finale della band, Simmons e Stanley hanno riflettuto su questo. 
(Gene Simmons, 2019)
(Paul Stanley, 2019)

## Scenografia
Simmons ha descritto gli effetti visivi del tour: "Ci sono alcuni sputafuoco e sputi di sangue nell'aria e partoriamo sul palco e ci sono alcune palle di fuoco che salgono a trenta piedi in aria. E piove fuoco e anche alcuni razzi decollano sul palco, e il palco sembra un carro armato largo sessanta piedi. Lo senti davvero nel tuo petto quando il carro armato si muove. E poi l'alzata del tamburo, che è in cima al carro armato, va avanti, si muove a sinistra e a destra, e in realtà spara come un vero carro armato".

## Date e tappe
| Data                   | Città                  | Stato                  | Luogo                              |
| America Settentrionale | America Settentrionale | America Settentrionale | America Settentrionale             |
| ---------------------- | ---------------------- | ---------------------- | ---------------------------------- |
| 29 dicembre 1982       | Bismarck               | Stati Uniti            | Bismarck Civic Center              |
| 30 dicembre 1982       | Sioux Falls            | Stati Uniti            | Sioux Falls Arena                  |
| 31 dicembre 1982       | Rockford               | Stati Uniti            | Rockford Metro Center              |
| 1 gennaio 1983         | Terre Haute            | Stati Uniti            | Hulman Center                      |
| 3 gennaio 1983         | Charleston             | Stati Uniti            | Charleston Civic Center            |
| 6 gennaio 1983         | Lexington              | Stati Uniti            | Rupp Arena                         |
| 7 gennaio 1983         | Saginaw                | Stati Uniti            | Wendler Arena                      |
| 8 gennaio 1983         | Toledo                 | Stati Uniti            | Toledo Sports Arena                |
| 9 gennaio 1983         | Dayton                 | Stati Uniti            | Dayton Arena                       |
| 12 gennaio 1983        | Québec                 | Canada                 | Colisee Pepsi                      |
| 13 gennaio 1983        | Montréal               | Canada                 | Montreal Forum                     |
| 14 gennaio 1983        | Toronto                | Canada                 | Maple Leaf Gardens                 |
| 15 gennaio 1983        | Ottawa                 | Canada                 | Ottawa Civic Centre                |
| 16 gennaio 1983        | Glens Falls            | Stati Uniti            | Glens Falls Civic Center           |
| 18 gennaio 1983        | Syracuse               | Stati Uniti            | War Memorial Arena                 |
| 20 gennaio 1983        | Rochester              | Stati Uniti            | War Memorial Coliseum              |
| 21 gennaio 1983        | Portland               | Stati Uniti            | Cumberland County Civic Center     |
| 22 gennaio 1983        | Worcester              | Stati Uniti            | Worcester Centrum                  |
| 23 gennaio 1983        | Providence             | Stati Uniti            | Providence Civic Center            |
| 25 gennaio 1983        | Norfolk                | Stati Uniti            | Norfolk Scope                      |
| 27 gennaio 1983        | Huntsville             | Stati Uniti            | Von Braun Civic Center             |
| 28 gennaio 1983        | Birmingham             | Stati Uniti            | Birmingham Jefferson Civic Complex |
| 29 gennaio 1983        | Chattanooga            | Stati Uniti            | UTC Arena                          |
| 30 gennaio 1983        | Nashville              | Stati Uniti            | Nashville Municipal Auditorium     |
| 1 febbraio 1983        | Knoxville              | Stati Uniti            | Knoxville Civic Center             |
| 3 febbraio 1983        | West Palm Beach        | Stati Uniti            | West Palm Beach Auditorium         |
| 4 febbraio 1983        | Lakeland               | Stati Uniti            | Lakeland Civic Center              |
| 11 febbraio 1983       | Pine Bluff             | Stati Uniti            | Pine Bluff Convention Center       |
| 14 febbraio 1983       | New Orleans            | Stati Uniti            | Louisiana Superdome                |
| 16 febbraio 1983       | Dubuque                | Stati Uniti            | Five Flags Center                  |
| 18 febbraio 1983       | Bloomington            | Stati Uniti            | Met Center                         |
| 20 febbraio 1983       | La Crosse              | Stati Uniti            | LaCrosse Center                    |
| 22 febbraio 1983       | Cleveland              | Stati Uniti            | Richfield Coliseum                 |
| 23 febbraio 1983       | Detroit                | Stati Uniti            | Cobo Hall                          |
| 26 febbraio 1983       | Indianapolis           | Stati Uniti            | Market Square Arena                |
| 27 febbraio 1983       | Springfield            | Stati Uniti            | Springfield Civic Center           |
| 28 febbraio 1983       | Saint Louis            | Stati Uniti            | The Checkerdome                    |
| 1 marzo 1983           | Kansas City            | Stati Uniti            | Kemper Arena                       |
| 9 marzo 1983           | Dallas                 | Stati Uniti            | Reunion Arena                      |
| 10 marzo 1983          | Houston                | Stati Uniti            | The Summit                         |
| 11 marzo 1983          | San Antonio            | Stati Uniti            | San Antonio Convention Center      |
| 13 marzo 1983          | Beaumont               | Stati Uniti            | Beaumont Civic Center              |
| 14 marzo 1983          | Corpus Christi         | Stati Uniti            | Corpus Christi Civic Coliseum      |
| 18 marzo 1983          | Biloxi                 | Stati Uniti            | Mississippi Coast Coliseum         |
| 19 marzo 1983          | Shreveport             | Stati Uniti            | Hirsch Memorial Coliseum           |
| 20 marzo 1983          | Norman                 | Stati Uniti            | Lloyd Noble Center                 |
| 21 marzo 1983          | Oklahoma City          | Stati Uniti            | Myriad Convention Center           |
| 23 marzo 1983          | El Paso                | Stati Uniti            | El Paso County Coliseum            |
| 26 marzo 1983          | Irvine                 | Stati Uniti            | Irvine Meadows Amphitheater        |
| 27 marzo 1983          | Los Angeles            | Stati Uniti            | Universal Amphitheater             |
| 28 marzo 1983          | Phoenix                | Stati Uniti            | Arizona Veterans Memorial Arena    |
| 1 aprile 1983          | Las Vegas              | Stati Uniti            | Aladdin Theater                    |
| 3 aprile 1983          | San Francisco          | Stati Uniti            | Cow Palace                         |
| America Meridionale    |                        |                        |                                    |
| 18 giugno 1983         | Rio de Janeiro         | Brasile                | Stadio Maracanã                    |
| 23 giugno 1983         | Belo Horizonte         | Brasile                | Beira Rio Stadium                  |
| 25 giugno 1983         | San Paolo              | Brasile                | Morumbi Stadium                    |

## Scaletta
1. Creatures Of The Night
2. Detroit Rock City
3. Cold Gin
4. Calling Dr. Love
5. I Want You
6. I Love It Loud
7. Firehouse
8. War Machine
9. Love Gun
10. God Of Thunder
11. I Still Love You
12. Shout It Out Loud
13. Black Diamond

Bis
1. Strutter
2. Rock And Roll All Nite

### Curiosità
- Rock And Roll Hell fu abbandonata dopo i primi tre spettacoli.[1]
- Keep Me Comin fu anch'essa suonata dal vivo in questo tour, ma fu abbandonata dopo i primi due spettacoli.
- Shout It Out Loud fu eliminata dalla scaletta dopo il concerto del 1º febbraio a Knoxville nel Tennessee.[1]
- I Love It Loud fu suonata due volte a San Paolo (invece di Strutter).

## Formazione
- Gene Simmons - basso, voce
- Paul Stanley - chitarra ritmica, voce
- Eric Carr - batteria, voce
- Vinnie Vincent - chitarra solista

### Fonti
- (EN) Curt Gooch e Jeff Suhs, Kiss Alive Forever: The Complete Touring History, in Billboard Books, New York, 2002, ISBN 0-8230-8322-5.